# Rugby School

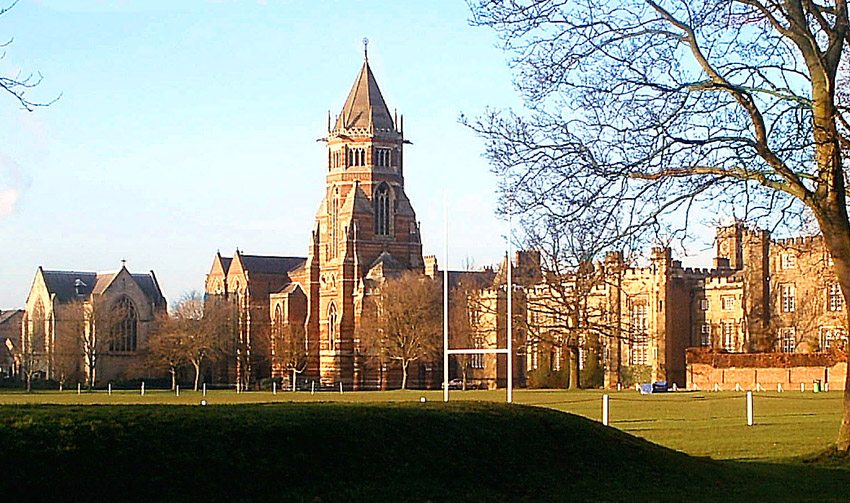
Rugby School

Die Rugby School ist ein koedukatives, privates Internat in Rugby in der englischen Grafschaft Warwickshire. Sie gilt als eine der renommiertesten und ältesten Public Schools (im engeren Sinne) des Landes. Der Überlieferung nach soll hier der Rugbysport entstanden sein. Unterrichtet werden rund 950 Schüler im Alter zwischen 11 und 18 Jahren, von denen rund 800 im Internat leben.

## Geschichte

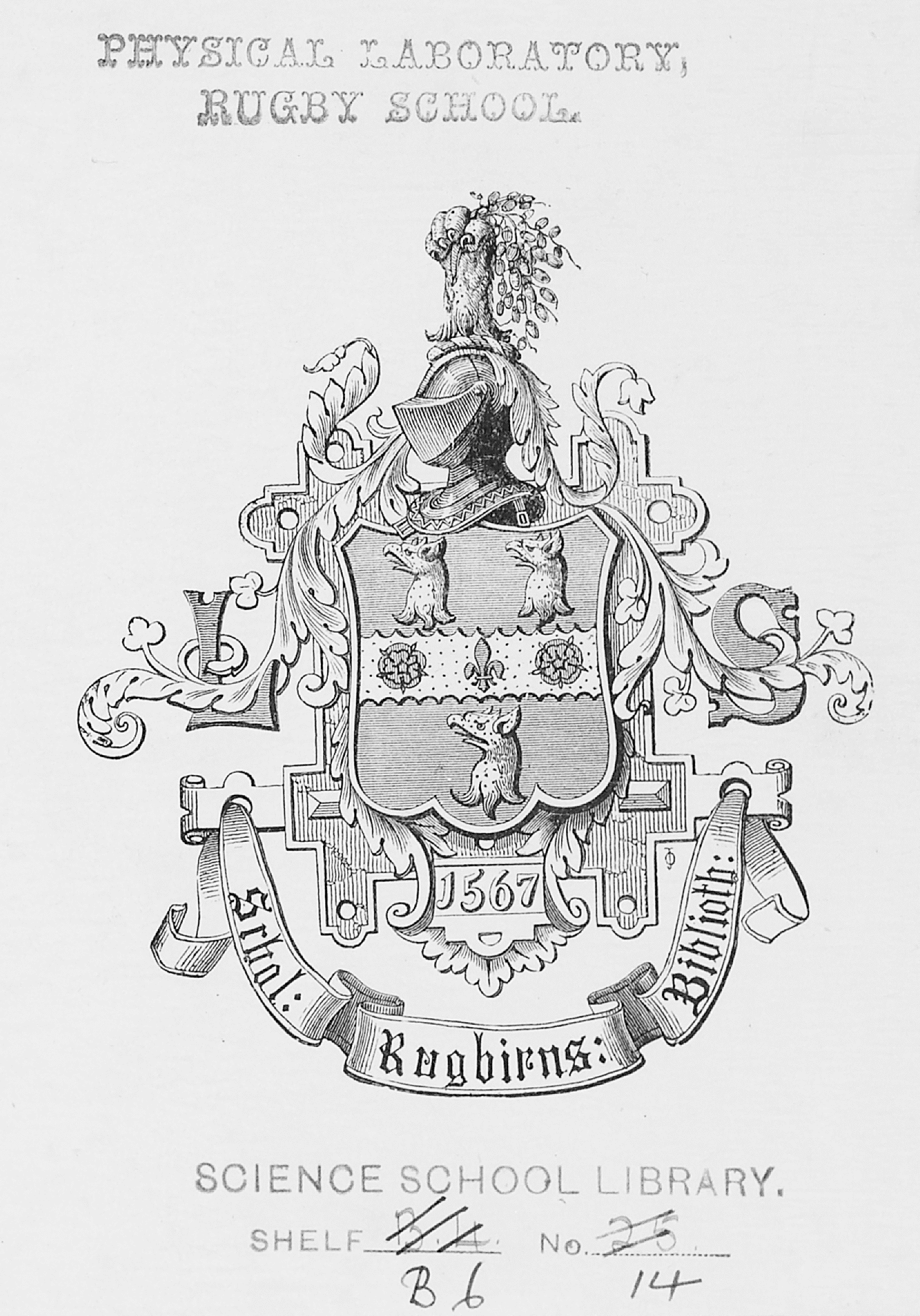
Ex libris from Rugby School. From BEIC

Lawrence Sheriff, der als Hoflieferant von Königin Elisabeth I. wohlhabend geworden war, gründete die Rugby School im Jahr 1567. Zunächst war sie eine kostenlose Grundschule für Jungen aus Rugby und dem benachbarten Dorf Brownsover. In der zweiten Hälfte des 17. Jahrhunderts begann sich die Rugby School zu einem Internat mit gehobenem Bildungsanspruch zu entwickeln, blieb aber weiterhin für Schüler aus der Umgebung zugänglich. 1823 soll an der Schule der Rugbysport begründet worden sein, als William Webb Ellis „in feiner Missachtung der Regeln des Fußballs“ während eines Spiels den Ball in seine Hände nahm, ihn hinter der Linie ablegte und somit einen Punkt erzielte.
Berühmtester Rektor der Schule war von 1828 bis 1842 Thomas Arnold. Er wandelte die Rugby School in eine für das britische Erziehungswesen modellhafte Schule. International bekannt wurden Arnold und seine Erziehungsprinzipien mit dem Ideal des „christlichen Gentleman“ (wobei auch der Sport und Gemeinschaftsspiele nicht zu kurz kommen sollten) 1857 durch das Buch „Tom Browns Schuljahre“ (Tom Brown’s Schooldays) von Thomas Hughes.
Die Schule wollte ihre Bedeutung als Ausbildungsstätte für Kinder der Oberschicht mehren, aber ohne den Stiftungszweck von Lawrence Sherriff zu beeinträchtigen. Aus diesem Grund entstand 1878 die Lawrence Sheriff Grammar School für Kinder aus der Stadt Rugby. Sie ist organisatorisch mit der Rugby School verbunden und wird von dieser finanziell unterstützt. Seit 1975 sind auch Mädchen in der Rugby School zugelassen.

## Alte Sprachen
An der Rugby School werden Latein und Altgriechisch unterrichtet.

## Persönlichkeiten der Rugby School

### Ehemalige Rektoren
- Thomas Arnold (1795–1842), Theologe und Pädagoge
- Frederick Temple (1821–1902), Erzbischof von Canterbury

### Ehemalige Schüler
| - Matthew Arnold (1822–1888), Dichter und Kulturkritiker - Thomas Ashton (1855–1933), Politiker, Unternehmer und Peer - Robert Childers Barton (1881–1975), irischer Rechtsanwalt, Politiker und Gutsbesitzer - William Bateson (1861–1926), Genetiker - Miles Joseph Berkeley (1803–1889), Geistlicher und Botaniker - Rupert Brooke (1887–1915), Dichter - Lewis Carroll (1832–1898), Schriftsteller des viktorianischen Zeitalters, Fotograf, Mathematiker und Diakon - Austen Chamberlain (1863–1937), Politiker - Neville Chamberlain (1869–1940), Politiker - Arthur Hugh Clough (1819–1861), Dichter - Robin George Collingwood (1889–1943), Philosoph, Historiker und Archäologe - John Roche Dakyns (1836–1910), Geologe - Alan Campbell Don (1885–1966), schottischer Pfarrer und Dekan von Westminster - Robinson Ellis (1834–1913), Klassischer Philologe - William Webb Ellis (1806–1872), Geistlicher | - Edward Horsman (1807–1876), Politiker - George Goschen (1831–1907), Politiker und Geschäftsmann - Richard Mervyn Hare (1919–2002), Moralphilosoph - Robert Hardy (1925–2017), Schauspieler - John Hawkesworth (1920–2003), Fernsehproduzent und Drehbuchautor - William Hodson (1821–1858), Offizier - Anthony Horowitz (* 1956), Schriftsteller und Drehbuchautor - Fenton John Anthony Hort (1828–1892), irisch-britischer, anglikanischer Theologe - Thomas Hughes (1822–1896), Schriftsteller - Hugh Johnson (* 1939), Weinkritiker - Geoffrey Keynes (1887–1982), Chirurg, Internist, Wissenschaftler und Bibliophiler - Walter Savage Landor (1775–1864), Dichter und Schriftsteller - Wyndham Lewis (1882–1957), Schriftsteller und Maler - William Charles Macready (1793–1873), Schauspieler - John Gillespie Magee (1922–1941), angloamerikanischer Poet und Jagdflieger der Royal Canadian Air Force während des Zweiten Weltkrieges | - David Marr (1945–1980), Psychologe, Informatiker und Mathematiker - Sukhumbhand Paribatra (* 1952), thailändischer Politiker - Arthur Ernest Percival (1887–1966), Generalleutnant - Henry Royds Pownall (1887–1961), Generalleutnant - Arthur Ransome (1884–1967), Schriftsteller - Harry Ricardo (1885–1974), Motorentwickler - Salman Rushdie (* 1947), indisch-britischer Schriftsteller - Bruce Shand (1917–2006), Offizier - Herbert Skinner (1900–1960), Physiker - Henry John Stephen Smith (1826–1883), Mathematiker - Arthur Penrhyn Stanley (1815–1881), Kirchenhistoriker, Schriftsteller und Theologe - Edward Henry Stanley (1826–1893), Politiker - William Temple (1881–1944), Erzbischof von Canterbury - William Henry Waddington (1826–1894), französischer Archäologe, Numismatiker, Politiker und Diplomat - Vero Wynne-Edwards (1906–1997), Zoologe |

### Fiktive Schüler
- Harry Paget Flashman, Held der Romanserie Flashman Papers